# Moiré pyrénéen
Pour les articles homonymes, voir Moiré.
Erebia gorgone
Espèce
Statut de conservation UICN

 LC  : Préoccupation mineure
Le Moiré pyrénéen (Erebia gorgone) est un lépidoptère appartenant à la famille des Nymphalidae, à la sous-famille des Satyrinae et au genre Erebia.

## Dénomination
Erebia gorgone a été nommé par Jean-Baptiste Alphonse Dechauffour de Boisduval en 1832.

### Noms vernaculaires
Le Moiré pyrénéen se nomme Gavarnie Ringlet en anglais.

## Description
Le Moiré pyrénéen est un petit papillon marron foncé à bande postdiscoidale roux orangé chez la femelle, roux foncé chez le mâle, entrecoupée par les nervures, orné aux antérieures de deux ocelles pupillés de blancs,  d'autres ocelles plus discrets sont présents aux antérieures et aux postérieures
Le revers des antérieures est semblable, celui des postérieures est à bandes alternées foncées et plus claires.

## Biologie

### Période de vol et hivernation
Il vole en juillet et août en une génération.

### Plantes hôtes
Là où les plantes hôtes sont des graminées.

## Écologie et distribution
Il est présent dans les Pyrénées.
En France, il est présent dans les cinq départements des Pyrénées, Pyrénées-Atlantiques, Hautes-Pyrénées, Haute-Garonne,Ariège et Pyrénées-Orientales

### Biotope
Il réside dans les pentes herbues.

### Protection
Pas de statut de protection particulier.

### Liens toxonomie
- (en) Tree of Life Web Project : Erebia gorgone
- (en) Catalogue of Life : Erebia gorgone Herrich-Schäffer 1844
- (en) Fauna Europaea : Erebia gorgone Boisduval, 1833 (consulté le 21 mars 2023)
- (en) NCBI : Erebia gorgone (taxons inclus)
- (en) UICN : espèce Erebia gorgone Boisduval, 1832 (consulté le 26 mai 2015)